# Pulitzer-Preis/Lokale Berichterstattung
Der Pulitzer-Preis für Lokale Berichterstattung (Pulitzer Prize for Local Reporting) wurde von 1948 bis 1952 vergeben. Seit 2007 wurde diese Kategorie erneut aufgesetzt. Der Pulitzer-Preis für Beat Reporting fiel im selben Jahr dafür weg.

## Preisträger

### Seit 2007
- 2024: Sarah Conway von City Bureau und Trina Reynolds-Tyler vom Invisible Institute für ihre Serie zu verschwundenen Frauen und Mädchen in Chicago und dazu wie der systematische Rassismus und Vernachlässigung durch die Polizei zur Verschärfung der Lage beitrugen.
- 2023: Anna Wolfe von Mississippi Today für „die Berichterstattung, die enthüllte, wie ein ehemaliger Gouverneur von Mississippi sein Amt nutzte, um Millionen von staatlichen Sozialhilfedollar zu lenken, um seiner Familie und seinen Freunden zugute zu kommen, darunter NFL-Quarterback Brett Favre.“
- 2023: John Archibald, Ashley Remkus, Ramsey Archibald und Challen Stephens von AL.com „für eine Serie, die aufdeckt, wie die Polizei in der Stadt Brookside die Einwohner ausbeutet, um die Einnahmen zu erhöhen, eine Berichterstattung, die zum Rücktritt des Polizeichefs, zu vier neuen Gesetze und zu einer staatlichen Rechnungsprüfung führte.“
- 2022: Madison Hopkins von der Better Government Association und Cecilia Reyes von der Chicago Tribune, „Für eine scharfsinnige Untersuchung der langen Geschichte der gescheiterten Durchsetzung von Bau- und Brandschutzvorschriften in der Stadt, die es skrupellosen Vermietern ermöglichte, schwere Verstöße zu begehen, die zu Dutzenden von unnötigen Todesfällen führten.“
- 2021: Kathleen McGrory und Neil Bedi von Tampa Bay Times, „Für die einfallsreiche, kreative Berichterstattung, die aufdeckte, wie ein mächtiger und politisch verbundener Sheriff eine geheime Geheimdienstoperation aufbaute, die Anwohner schikanierte und Noten und Kinderfürsorgedaten nutzte, um Profile von Schulkindern zu erstellen.“
- 2020: Mitarbeiter von The Baltimore Sun, „Für die aufschlussreiche und wirkungsvolle Berichterstattung über eine lukrative, nicht offengelegte finanzielle Beziehung zwischen der Bürgermeisterin der Stadt und dem öffentlichen Krankenhaussystem, das sie mit beaufsichtigt hat.“
- 2019: Mitarbeiter von The Advocate, Baton Rouge, „Für eine vernichtende Darstellung des diskriminierenden Verurteilungssystems des Staates, einschließlich eines Gesetzes aus der Jim-Crow-Ära, das es den Gerichten von Louisiana ermöglichte, Angeklagte ins Gefängnis zu schicken, ohne dass die Geschworenen über die Schuld des Angeklagten entschieden.“
- 2018: Mitarbeiter von The Cincinnati Enquirer, „Für einen fesselnden und aufschlussreichen Bericht und ein Video, das sieben Tage der Heroin-Epidemie im Großraum Cincinnati dokumentiert und aufzeigt, wie die tödliche Sucht Familien und Gemeinden verwüstet hat.“
- 2017: Mitarbeiter der The Salt Lake Tribune, „Für eine Reihe von anschaulichen Berichten, die die perverse, strafende und grausame Behandlung von Opfern sexueller Übergriffe an der Brigham Young University, einer der mächtigsten Institutionen Utahs, aufzeigen.“
- 2016: Michael LaForgia, Cara Fitzpatrick und Lisa Gartner von Tampa Bay Times, „Für die Aufdeckung der Schuld einer lokalen Schulbehörde, die einige Bezirksschulen in Versagensfabriken verwandelt hat, mit tragischen Folgen für die Gemeinschaft. (Vom Vorstand aus der Kategorie ‚Öffentlicher Dienst‘ verschoben, wo er ebenfalls eingereicht wurde).“
- 2015: Rob Kuznia, Rebecca Kimitch und Frank Suraci von Daily Breeze, „Für ihre Untersuchung der weit verbreiteten Korruption in einem kleinen, klammen Schulbezirk, einschließlich der beeindruckenden Nutzung der Website der Zeitung.“
- 2014: Will Hobson und Michael LaForgia, Tampa Bay Times, „Für ihre unnachgiebige Untersuchung der erbärmlichen Zustände in den Obdachlosenunterkünften der Stadt, die zu raschen Reformen geführt hat.“
- 2013: Brad Schrade, Jeremy Olson und Glenn Howatt, Star Tribune,  „Für ihre aussagekräftigen Berichte über den Anstieg der Todesfälle bei Kleinkindern in schlecht regulierten Kindertagesstätten, die zu gesetzlichen Maßnahmen zur Verschärfung der Vorschriften führten.“
- 2012: Sara Ganim und die Mitarbeiter des The Patriot-News Staff, Harrisburg (Pennsylvania), „Für die mutige Aufdeckung und geschickte Berichterstattung über den brisanten Sexskandal an der Penn State, in den der ehemalige Football-Trainer Jerry Sandusky verwickelt war.“
- 2011: Frank Main, Mark Konkol und John J. Kim, Chicago Sun-Times, „Für ihre eindringliche Dokumentation von Gewalt in Chicagoer Stadtvierteln, die das Leben von Opfern, Kriminellen und Ermittlern erforscht, während ein weit verbreiteter Schweigekodex Lösungen behindert.“
- 2010: Raquel Rutledge, Milwaukee Journal Sentinel, „Für ihre eindringlichen Berichte über Betrug und Missbrauch in einem Kinderbetreuungsprogramm für gering verdienende arbeitende Eltern, das die Steuerzahler schröpft und die Kinder gefährdet, was zu einem staatlichen und bundesstaatlichen Durchgreifen gegen die Anbieter führt.“
- 2009:
  - Detroit Free Press Staff, insbesondere Jim Schaefer und M. L. Elrick, „Für die Aufdeckung einer Reihe von Lügen des Bürgermeisters Kwame Kilpatrick, der unter anderem eine sexuelle Beziehung zu seiner weiblichen Stabschefin leugnete, was eine Untersuchung wegen Meineids nach sich zog, die schließlich zu Gefängnisstrafen für die beiden Beamten führte.“
  - Ryan Gabrielson und Paul Giblin, East Valley Tribune in Mesa, „für ihren geschickten Einsatz begrenzter Ressourcen, um in Print- und Online-Medien aufzuzeigen, wie die Konzentration eines beliebten Sheriffs auf die Durchsetzung der Einwanderungsbestimmungen, die Untersuchung von Gewaltverbrechen und andere Aspekte der öffentlichen Sicherheit gefährdete.“
- 2008: David Umhoefer, Milwaukee Journal Sentinel, „Für seine Berichte über die Umgehung von Steuergesetzen zur Aufbesserung der Renten von Bezirksangestellten, was zu Änderungen und möglicher strafrechtlicher Verfolgung von Schlüsselfiguren führte.“
- 2007: Debbie Cenziper, The Miami Herald, „Für Berichte über Verschwendung, Vetternwirtschaft und mangelnde Aufsicht bei der Wohnungsbehörde in Miami, die zu Entlassungen, Ermittlungen und strafrechtlichen Verfolgungen führten.“

### 1948–1952
- 1952: George De Carvalho, San Francisco Chronicle, „Für seine Geschichten über eine „Lösegeldbande“, die von Chinesen in den Vereinigten Staaten Geld für in Rotchina festgehaltene Verwandte erpresst.“
- 1951: Edward S. Montgomery, San Francisco Examiner, „Für seine Artikelserie über Steuerbetrug, die in einer Enthüllung innerhalb des Bureau of Internal Revenue gipfelte.“
- 1950: Meyer Berger, The New York Times, „Für seine 4.000 Wörter umfassende Geschichte über die Massenmorde von Howard Unruh in Camden, N.J.“
- 1949: Malcolm Johnson, New York Sun, „Für seine Serie von 24 Artikeln mit dem Titel „Crime on the Waterfront“ in New York City“. (Der Film „On the Waterfront“ basiert auf dieser Artikelserie).
- 1948: George E. Goodwin, The Atlanta Journal-Constitution, „Für seine Geschichte über den Wahlbetrug in Telfair County“, die 1947 veröffentlicht wurde.